# Frans Floris
Frans Floris (Antwerpen, 1517 körül – Antwerpen, 1570. október 1.) németalföldi festő, a romanizmus jellegzetes mestere.

## Életútja
Atyja képzett kőfaragó mester volt, Karel van Mander szerint Frans Floris eleinte szobrászattal foglalkozott, majd áttért a festésre. Liège-ben tanult, Lambert Lombard volt a mestere. Az 1530-as évek vége felé Cornelis Floris de Vriendt építész és szobrász testvérével Itáliába utazott, ott főleg az antik szobrokat és Michelangelo művészetét tanulmányozták. Frans Floris Michelangelo Utolsó ítélet című festményét másolta. 1540-ben vették fel a Szent Lukács céhbe. Oltárképeket, bibliai jeleneteket festett kolostorok, templomok számára (Antwerpen, Brüsszel, Gent). 1553-ban járt Delftben, amikor megbízást kapott egy szárnyas oltár festésére a Nieuwe Kerk templom számára. Haláláig Antwerpenben élt és alkotott, nagy műhelye és sok tanítványa volt.

## Munkássága
Nagyméretű festményein Michelangelo és Giorgio Vasari hatása érződik. Széles ecsetkezelésű, mozgalmas kompozíciói Peter Paul Rubens művészetének előkészítője. Szellemiségében és stílusában is ő az északi reneszánsz képviselője, stílusa a manierizmus felé mutat. Mitológiai, vallási tárgyú képeket és portrékat festett. A mitológiai képek főként egyéni igények kielégítésére szolgáltak éppen úgy, mint az itáliai reneszánsz idején, gyakran a gazdag ifjak pornói voltak.
Kiváló tanítványai voltak, köztük Lucas de Heere, idősebb Frans Pourbus, Anthonie blokk Landt Montfoort, Joos de Beer. A festő tanulók kedvelték mesterüket, mivel nem korlátozta kísérletező kedvüket. Frans Floris munkái igen ismertek voltak életében a rézmetszés elterjedésének köszönhetően, kiváló vésnökök vitték rézre a jeles mesterek munkáit, köztük Cornelis Cort, Philip Galle és Balthasar Sylvius.
Később számos képe a vallásháborúk áldozata lett, a megmaradtakat jeles múzeumok őrzik. A budapesti Szépművészeti Múzeum Szent Borbála című képét őrzi és a szintén neki tulajdonított Jézus születése című képet.

## Galéria

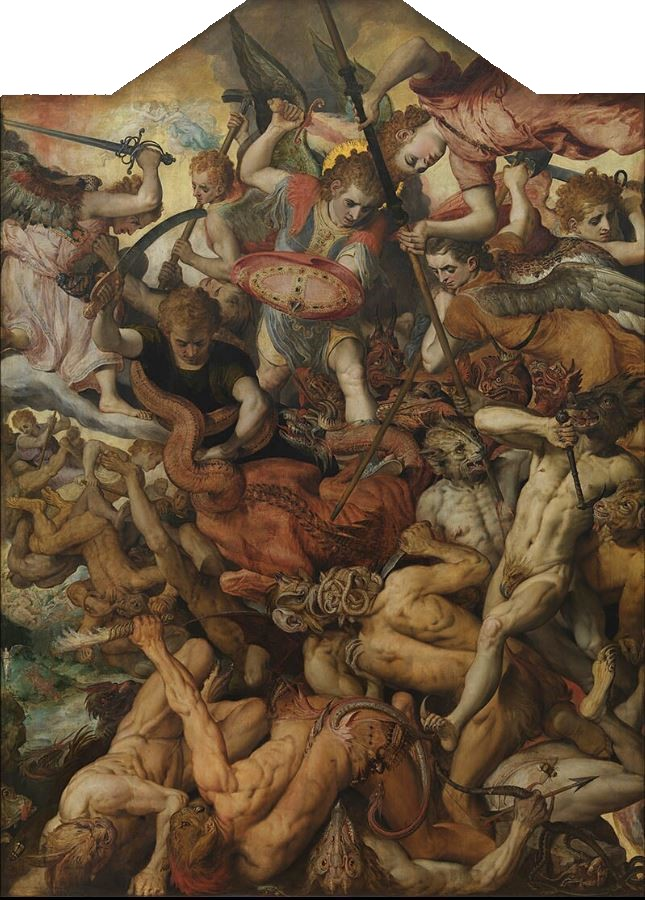
A lázadó angyalok csatája (1554; Királyi Szépművészeti Múzeum, Antwerpen)
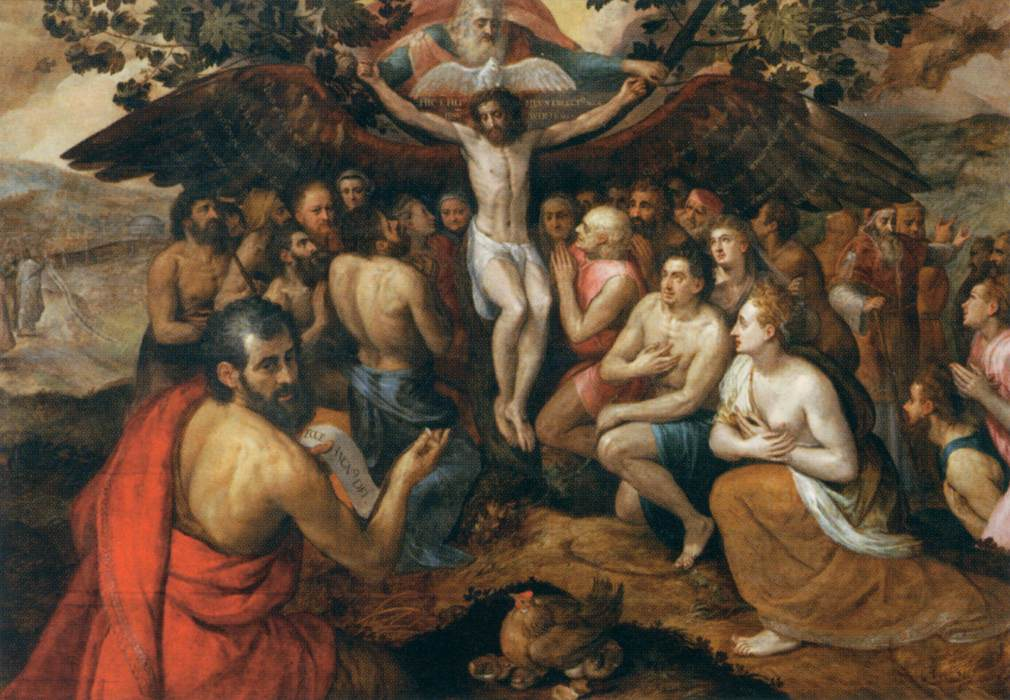
Jézus Krisztus, Isten fia áldozata, hogy összegyűjtse és védelmezze az emberiséget (1562; Louvre, Párizs)
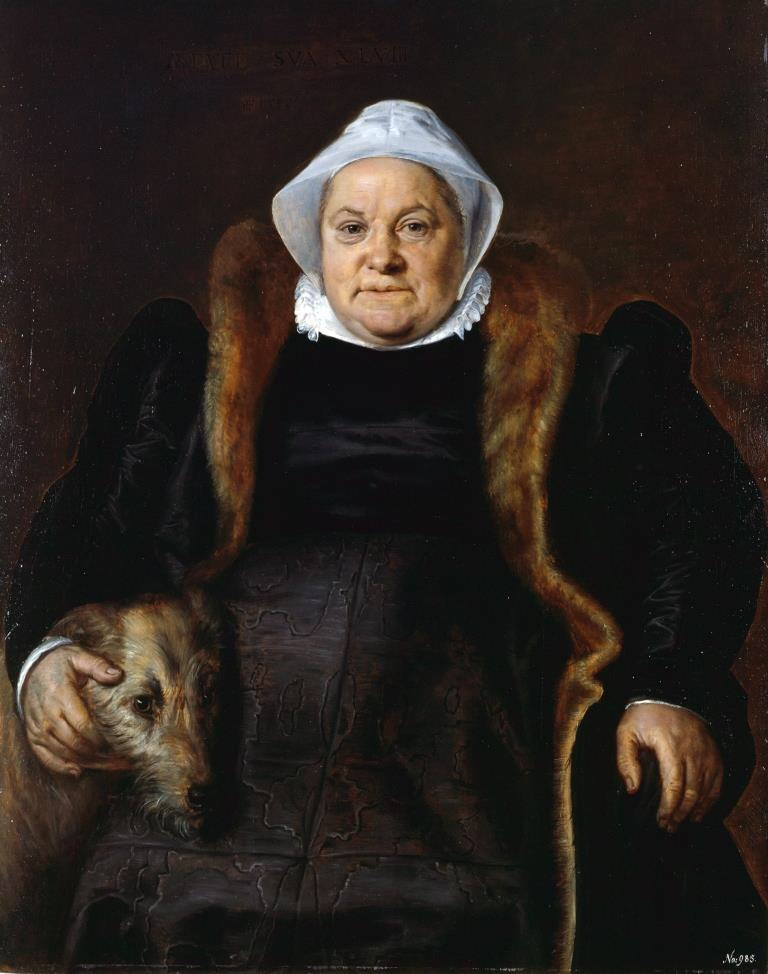
Idős hölgy portréja (Musée des Beaux-Arts de Caen, Caen)
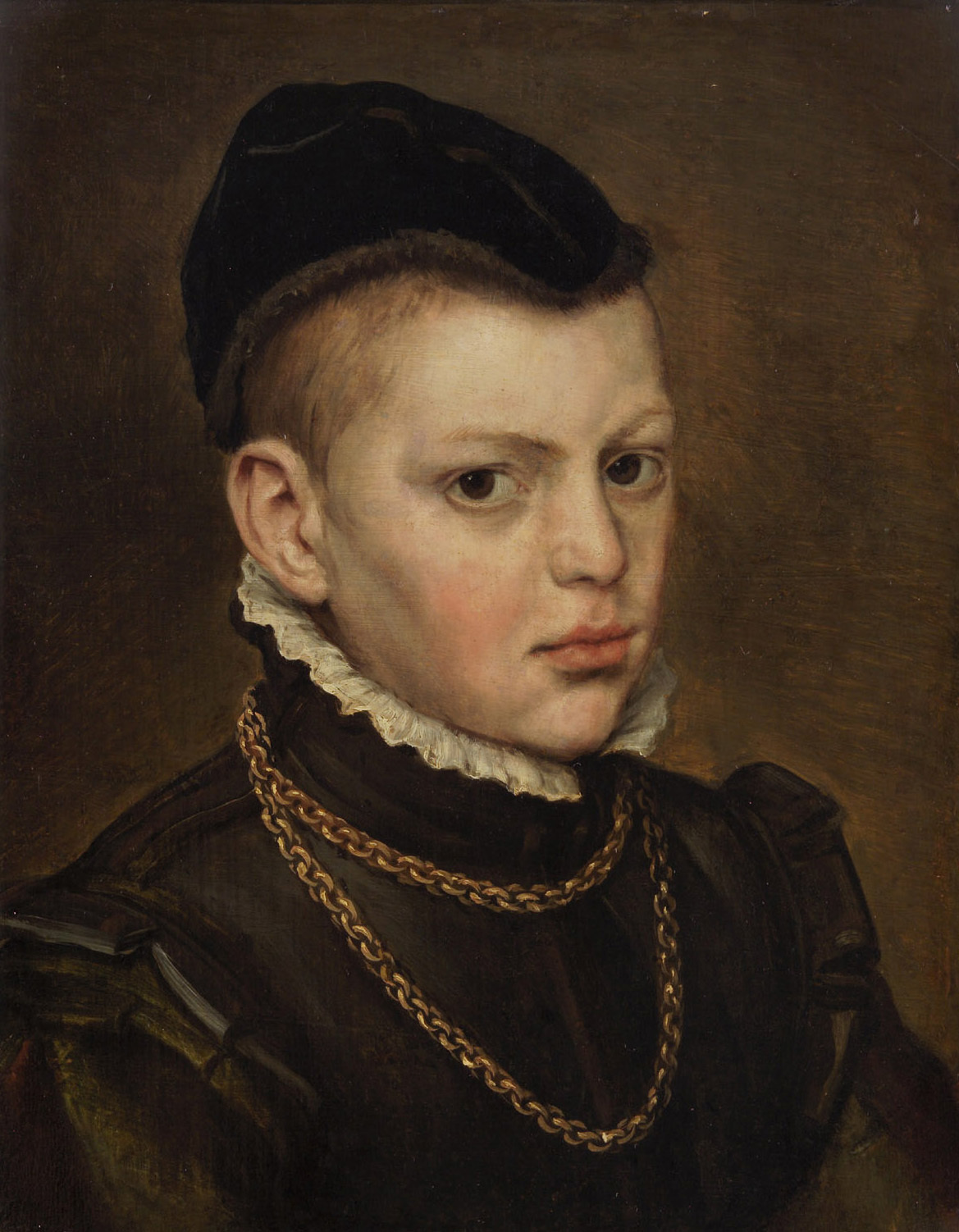
Fiatal fiú arcképe (Bécsi Szépművészeti Múzeum)
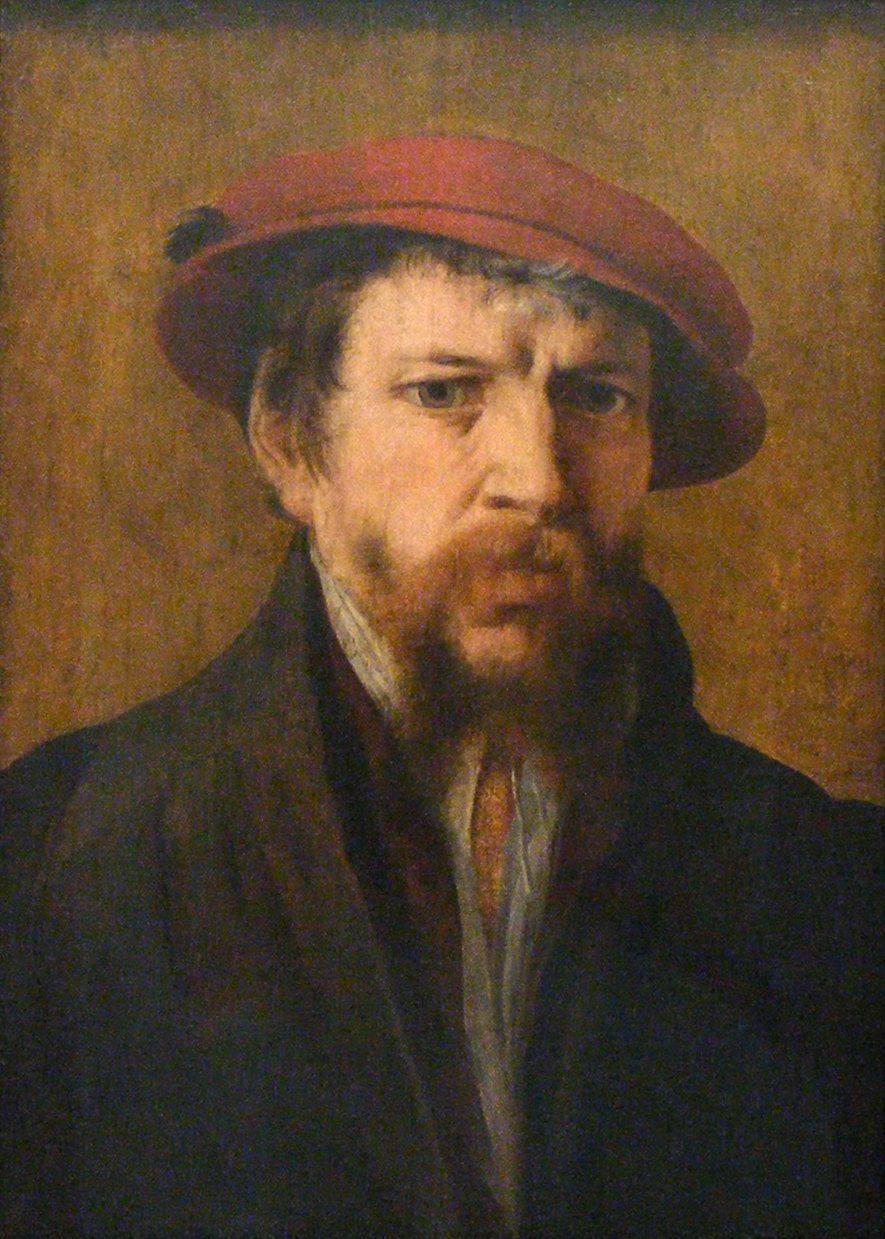
Férfi piros kalapban (1500 körül; Alte Pinakothek, München)